# Hát bè

Trong nghệ thuật biểu diễn ca hát, khi hát từ 2 người trở lên (song ca, tốp ca, đồng ca và hợp xướng), người ta có thể hát bè. Thông thường, hát bè bao giờ cũng có bè chính và bè phụ họa. Các giọng hát của các bè cùng vang lên, có lúc tiết tấu giống nhau, có lúc khác nhau. Mỗi bè tuy có sự độc lập nhất định nhưng phải kết hợp hòa quyện chặt chẽ với nhau, bè phụ hỗ trợ cho bè chính để tạo nên những âm thanh đầy đặn, nhiều màu vẻ.
Trong nghệ thuật hát bè, có kiểu hát bè "hòa âm" và hát bè "phức điệu". Người ta có thể hát từ 2 bè đến 4,5 bè,... Dù hát kiểu nào thì sự hòa hợp âm thanh vẫn là tiêu chuẩn cao nhất để đánh giá cách trình diễn đầy tính nghệ thuật này.
- bè ''phức điệu'' là người hát trước, người hát sau (hay còn gọi là hát đuổi).
Người ta chia giọng hát thành các loại như sau:
+ Giọng nữ cao
+ Giọng nữ trung
+ Giọng nữ trầm
+ Giọng nam cao
+ Giọng nam trung
+ Giọng nam trầm
Từ các loại giọng hát, người ta đã tạo ra các hình thức hát 2 bè, 3 bè, 4 bè. Trên cơ sở giọng hát và cách phân chia bè hát, có thể xây dựng dàn hợp xướng các kiểu;
+ Hợp xướng giọng nữ
+ Hợp xướng giọng nam
+ Hợp xướng giọng nam và nữ
+ Hợp xướng thiếu nhi
- bè ''hòa âm'' là nhiều người hát cùng lúc nhưng khác cao độ.
1. bè quãng 8: dễ nhất, hát thấp // cao hơn hẳn 1 quãng 8 so với giọng chính. Thường là hát khi song ca nam + nữ.
2. bè quãng 5, bè quãng 3: Nếu bè quãng 3 thì luôn giữ giọng bè cao hơn giọng chính 1 quãng 3, và quãng 5 tương tự. Cũng tương tự với các bè thấp hơn.

Lưu ý: vì bè phải tuân theo hợp âm nên một số trường hợp ko thể luôn giữ bè cao hơn / thấp hơn 1 quãng 3 hay quãng 5 được.

Ví dụ: giả sử vòng hợp âm Am, Dm, G

Giai điệu chính: | A E | F E | D

bè quãng 3: sẽ là | C G | A G | F

như thế vấn đề nảy sinh ở note F: note này ko phù hợp với vòng hợp âm, vì G bao gồm G, B, D. Buộc phải xử lý bằng cách đẩy F lên hoặc xuống, tốt nhất là về G.
3. bè tùy ý theo một giai điệu biệt lập.ví dụ trên có thể bè là: | C C | D C | B chẳng hạn, cách này thì rất phong phú, tùy mỗi người, nhìn chung đòi hỏi xác định quãng trong hợp âm rất tốt và tai nghe hợp âm tốt.